# Caroleen
 (mai 2025).
Caroleen est une census-designated place située dans le comté de Rutherford, dans l’État de Caroline du Nord, aux États-Unis. Lors du recensement de 2020, elle comptait 560 habitants.